# QR кодови у образовању
Проучавање QR кодова у образовању може бити постављено у контекст мобилног учења. Образовни потенцијали QR кодова су велики, што упућује на то да се ови кодови могу употребљавати на више начина. Један од њих је употреба  кодова у презентацијама које се користе непосредно у предавањима, радионицама или семинарима с циљем тренутног пружања додатних информација, могућности постављања питања или везама према сличним садржајима. Једном израђени кодови могу се користити генерацијама.
 кодови у школским уџбеницима, радним свескама, скриптама и осталим штампаним материјалима служе за мултимедијално представљање штампаних садржаја ради лакшег и бржег усвајања информација или дигиталног приступа штампаном садржају.
Предност оваквих додатних информација је и могућност динамичког ажурирања за разлику од статичких информација у штампаним медијима које су подложне временском застаревању. У библиотекама, музејима, галеријама, при обиласку споменика, историјских места, националних паркова и сличних других места, QR кодови пружају вишеструке погодности додатних разноврсних информација које омогућавају популаризацију ових места, нарочито за млађу популацију. Посебно је важна интерактивност која корисника подстиче на даље истраживање, учење и сарадњу.

## Шта јекод
кодови (engl. Quick Response – брз одговор) представљају тип дводимензионалног кода који успоставља везу између садржаја на интернету и садржаја у штампаним медијима. QR кодови су разноврсни. Текст који се одмах може прочитати, веб адреса URL која нас може одвести до неког сајта, аутоматизована СМС порука, инфрормација о производу, бизнис картица, слика, аудио/видео запис итд., све то може бити уграђено у дводимензионални QR код. За дешифровање QR кодова потребан је мобилни уређај (паметни телефон или таблет) са интернет конекцијом и уграђеним софтвером, односно апликацијом за читање  кодова. Патентирала га је твртка Denso Wave из Јапана 1994. године. Омогућено му је потхрањивање информација у вертикалном и хоризонталном смеру што омогућује похрањивање знатније количине података. Може садржавати до 4296 алфанумеричких знакова или до 7089 нумеричких. Могу се користити у библиотекама, музејима, при обиласку споменика, историјских места и националних паркова. Циљ употребе QR кодова је да се корисницима обезбеде додатне мултимедијалне информације.
Употреба QR кода омогућава директно преношење кључних информација о производу/произвођачу у текстуалном облику који је читљив на лицу места, без потребе приступања некој удаљеној бази података. Наравно, уз коришћење интернета, могућ је приступ бази података ка осталим, кориснику, доступним информацијама. Данас, мобилни телефони са камерама високе резолуције, који поседују адекватну апликацију, омогућавају неометано читање садржаја QR кода.

### Структуракода
код се састоји од различитих делова као што су: узорци за налажење, узорак за поравнање, узорак за подешавање времена, тиха зона и подручје података, због чега се разликује од осталих 2-D бар-кодова. Узорци за налажење (енгл. Finder pattern) су три велика четвероугла смештена у угловима кода. Они детектују позицију и величину кода. Узорак за поравнање (енгл. Alignment Pattern) служи за корекцију дисторзије QR кода. Узорак за подешавање времена (енгл. Timing pattern) служи за идентификовање централне координате сваке ћелије у QR коду са белим и црним узорцима послаганим наизенично. Користи се за корекцију централне ћелије за податке када је код искривљен или када постоји грешка у нагибу ћелије. Тиха зона (енгл. Quiet zone) је подручје без података потребно за читање QR кода. Олакшава детектирање кода покрај слике очитаног ЦЦД скенером. Четири или више ћелија је потребно за тиху зону. Подручје података (енгл. Data area) је подручје где су похрањени подаци QR кода.

### Генерисањекода
У QR коду могу бити похрањене различите информације, између осталог:
- Текст – 250 текстуалних знакова;
- Основни подаци о контакту као што су име, фирма, број телефона, и-мејл и сл. Ово је нарочито згодно јер подаци могу бити у vCard или meCard формату те се лако могу увести у постојеће адресаре без ручног уписивања. Обично се QR кодови оваквог типа налазе на посетницама;
- Веб адреса која након читања и дешифровања кода аутоматски преусмерава корисника на одговарајућу веб страницу. Ово је вероватно најчешће кориштени QR код;
- Календарски догађај са почетком и крајем трајања, локацијом и кратким описом. Кодови оваквог типа могу се налазити на плакатима који оглашавају концерте, семинаре, предавања и сличне догађаје;
- Телефонски број;
- Адреса електронске поште;
- СМС – Унапред написана смс порука која се може послати даље;
- Геолокација (kоординате географске ширине и дужине за неко одређено место).

QR кодове може очитати сваки мобилни уређај (паметни телефон или таблет) са интернет конекцијом, а једини услов који се поставља је тај да има инсталирану апликацију за читање QR кодова. На неким уређајима су те апликације фабрички инсталиране, док је за неке уређаје потребно инсталирати апликацију. Са интернета се може преузети велики избор бесплатних апликација за читање QR кодова (Barcode Scanner, QR Code Generator, QR Code Reader). Након инсталације потребно је да QR код пронађемо у штампаном медију, покренемо апликацију и снимимо код мобилним уређајем. Након што апликација дешифрује код, биће нам доступне додатне информације које могу бити у мултимедијалном облику.

## Употреба QR кодова у презентацијама
Кодови се могу користити у презентацијама на предавањима ради тренутног пружања додатних информација, вредновања знања ученика или веза према сличним садржајима. 
Код израде презентација у заглављу сваког слајда потребно је ставити QR кодове са општим информацијама о презентацији, као што су линк за скидање презентације у облику датотеке, видео презентације на YouTube-у, аудио датотеке презентације или информације о аутору презентације. На пример, наставници могу дискутовати о теми и упућивати студенте на различите онлајн изворе помоћу QR кодова који се налазе на слајдовима. Студент би тако могао скенирати QR код и тиме директно, на лицу места, приступити онлајн ресурсу који га подржава или сачувати предложену веб страницу у обележивачима (bookmarks). На слици 3 се може видети копија Power Point слајда који илустрира овај концепт (QR код на насловном слајду представља линк на ком студент може преузети презентацију). Такви слајдови који садрже QR кодове са оваквим информацијама много кориснији од куцања дугачке URL адресе на тастатури телефона. 
Наставници, такође, могу креирати слајдове са објективним питањима користећи QR кодове поред питања вишеструког избора, а ученик може да користи ово за слање и-мејла или текстуалне поруке наставнику. На сваки слајд се, такође, могу ставити додатне информације овисно о садржају самог слајда, као што су линкови на графиконе, слике или додатне материјале за истраживање. 
QR кодови у презентацији наставници могу користити и ради прикупљања формативних повратних информације током презентација. На пример, на слајду се могу приказати два QR кода како би публика могла одговорити на затворено (да/не) питање. Да би то урадили они једноставно скенирају одговарајући QR код, што би послало унапред написану СМС поруку СМС сервису. Наставник затим може приступити тим резултатима путем веб странице. Публика би затим могла да користи СМС поруке да одговори на отворено питање (овај приступ је илустрован на слици бр. 4). Ово нуди вишеструке предности, јер нема потребе тражити од људи да подигну руке како би дали одговор на питање, а долази се до значајних повратних информација, притом су сви одговори анонимни.
Презентације се користе непосредно у предавањима, радионицама или семинарима уз присуство менаџера презентације или могу бити аутоматски покренуте на видео екранима односно пројектоване са ЛЦД пројекторима на местима окупљања студента или ученика. QR кодови се могу искористити већ у самом тренутку одвијања презентације уживо или уколико је презентација накнадно аутоматски покренута на неком другом медију као што је видео екран или се пројектује путем ЛЦД пројектора.
Када се користе штампане верзије презентација, QR кодови из заглавља или са самих слајдова могу се лако искористити за додатне информације или за приступ самој презентацији како у облику датотеке, тако и у видео или аудио верзији. Актуелне презентације или предавања QR кодовима могу бити повезане са различитим дискусијским групама (форумима) или са социјалним мрежама (Facebook, Тwitter итд.) где могу имати своје подгрупе или микро блогове.

## QR кодови и библиотеке
С обзиром на то широм света расте број корисника мобилног интернета, велики број библиотека прилагођавају своје веб локације за овакав приступ. Сама појава QR кодова и њихов искорак из индустријске сфере су омогућили модернизацију пословања многих библиотека. 
Библиотека која најдуже примењује QR кодове је библиотека Универзитета у Хадерсфилду (Huddersfield) у Великој Британији. Оно што су библиотекари приметили јесте то да студенти приликом претраге електронског каталога библиотеке уносе белешке на парчету папира, а онда затим са тим папиром претражују полице библиотеке у потрази за жељеном књигом. У последње време студенти су почели чак и да сликају записе (са мобилним телефоном) у електронском каталогу и да потом претражују полице библиотеке повремено гледајући у телефон да би видели локацију књиге коју траже. Због тога су библиотекари одлучили да у дну сваког записа у електронском каталогу унесу QR код у коме се налази линк који корисника води до мобилне верзије тог записа. 
Кодови су залепљени и у књиге које имају свој електронски еквивалент тако да корисници могу да се одлуче за форму која им више одговара. Кодови могу бити смештени и на полице са часописима указујући тако корисницима на постојање електронске верзије штампаних часописа. Само креирање и постављање кодова спада у лакши део посла за библиотекаре, док је теже упознати кориснике са QR кодовима и осмислити њихову промоцију. Поменута библиотека у Хадерсфилду своје кодове промовише на блогу библиотеке као и лепљењем плаката који објашњавају њихову употребу.
QR кодови су нашли још много других примена у библиотекама. Неке библиотеке их користе да промовишу ауторе изложби тако што поред сваког рада аутора поставе код који води ка веб локацији аутора или уметничког дела. На тај начин корисници могу да се информишу о самом аутору, настанку дела или његовој цени, уколико је дело на продају. Такође, поједине библиотеке користе QR кодове како би омогућиле студентима да брзо и једноставно резервишу радну собу или пријаве за радионицу док се налазе у библиотеци. Поједине библиотеке, као што су библиотека Универзитета Бат у Енглеској (University of Bath) и Универзитета Рајерсон у Торонту (University of Ryerson), употребљавају QR кодове како би својим корисницима омогућиле преузимање аудио тура на њихове мобилне телефоне, а све у сврху пружања помоћи око самосталног разгледања библиотеке. Велики број библиотека користи QR кодове и за промоцију својих електронских публикација. QR кодови се постављају на картонску имитацију омота књиге која постоји само у електронском али не и у физичком облику а овај код води до електронског издања. Ове имитације се смештају на полице где би по класификацији тој електронској књизи и било место.
Методе које библиотеке користе за промоцију QR кодова су веома различите. Библиотекари се труде да ову иновацију промовишу на местима, како физичким тако и виртуелним, где се окупља највећи број корисника. Многе библиотеке штампају обележиваче књига на које стављају мали код и кратко упутство за коришћење. У исто време на веб локацијама библиотека се може пронаћи одговарајући софтвер за читање кодова на различитим типовима мобилних телефона. Порастом употребе паметних телефона расте и сам број корисника многобројних апликација које уз ове телефоне и долазе.

## QR кодови у музеју и галерији
QR кодови су одличан начин обогаћивања искуства посетилаца музеја. Могућности таквог обогаћивања су бројне. Музеји и уметничке галерије могу понудити детаљна објашњења о предметима и радовима без трошења велике количине новца. Изложба може пружити много информација, али QR код може садржати много више (видео, слике, аудио датотеке или комбинације презентационих медија). 
На улазу музеја се могу налазити кодови са виртуелним шетњама кроз музеј. Посетиоци ограничени са временом обиласка одабиру кодове за брзи обилазак музеја у одабраном времену (15, 30 или 45 минута) где се посетилац путем GPS система води кроз музеј како би се убрзало искоришћење времена, односно како би се у одабраном времену прегледали најважнији делове поставке.
Покрај уметничких дела у музеју могу се налазити QR кодови који пружају: 
- додатне информације о уметничком делу или аутору уметничког дела или
- приступ podcast-има (аудио датотекама) о поједином делу или о музеју уопште.

QR кодови уносе додатну живост при разгледању експоната. Ако посетилац има само експонат за који не зна шта представља, нити која је његова вредност; врло је вероватно да такав експонат у њему неће пробудиити никакво интересовање. Међутим, уколико он скенира QR код који се налази крај изложеног предмета, добиће потпуну слику о томе која је историјска, или уметничка вредност експоната, како и на који начин су га људи у одређеном историјском периоду користили и на којој територији је нађен. Одличан пример за ово јесте енглески град Бедфорд, који се користи QR кодовима како би посетиоци могли проверити како су одређени делови града изгледали у прошлости. На тај начин корисницима ће тако представљена слика остати дуже у сећању, а и пробудиће њихово веће интересовање. Посетилац, када напусти музеј, може изнова да погледа слику и да се подсети свега што је тамо видео.
QR кодови су бољи од монитора и налепница (инфо текст поред слике) за означавање експоната, јер посетилац некада не може прецизно да чује причу, па због тога је и теже прати, а налепницама, ипак, не може, да се довољно објасни реална слика и оживе експонати. Значи, ако имамо у музеју приказ поставке неког историјског града преко QR кода можемо да видимо како тај град сада изгледа и да упоредимо са оним што видимо, а да нисмо напустили музеј, град, ни државу у којој се налазимо.
Интерактивност за посетиоце може бити омогућена тако да се QR кодом приступа блогу за коментиsање поставке музеја или записивање својих утисака у интерактивну књигу утисака. На основу таквих повратних информација од стране посетилаца музеја запослени у музеју би могли добити нове идеје о томе како могу побољшати рад, шта још могу изложити у музеј и тако привући још људи. 
На појединим местима музеја или галерије треба ставити информативна места са кодовима који означавају локацију места и омогућавају лакше сналажење. QR код треба отиснути на свим попратним штампаним медијима као што су карте, проспекти, улазнице, књиге и сл. Издвојене изложбе треба означити на плакатима и лецима који их прате.
QR кодови, дакле, имају велики потенцијал, с обзиром на то да све више људи у данашње користе паметне телефоне. Специфичност овог мултимедијалног садржаја, јесте што креирање QR кода, на неки начин представља и нови контекст и перспективу музеологије у дигитализованом свету. На тај начин, стереотипи који владају, попут статичности музејских поставки и културног наслеђа, њихове једноличности, некреативности и традиционалности у представљању, бивају срушени коришћењем дигиталних, мултимедијалних технологија које могу бити употребљене првенствено у креирању новог искуства и доживљаја културног наслеђа. На крају је јако битно истаћи да је све запослене у музеју потребно адекватно едуковати, како би достигнућа савремене технологије, међу којима је и употреба QR кодова, била примењена на најбоље могуће начине.

## Примери кориштења QR кодова
На плакатима, путоказима, плочама, таблама или стајалиштима поред цесте се могу ставити кодови који могу омогућити везе према веб адресама, географским координатама које воде до интерактивних карата или GPS координата за тачно навођење односно оријентацију у простору. Стазе у националним парковима се могу обелжити QR кодовима за информације о флори и фауни неког екосистема. Историјски споменици и места се могу обележити везама према веб местима где се омогућава остављање коментара или постављање питања. Овакве додатне информације путем QR кодова су нарочито важне за слабије посећена места где нема туристичког водича или особе која пружа додатне информације, јер финансијски није превише захтевно залепити налепнице са кодовима на постојеће знакове и табле. 